# Monumento ai caduti (Avellino)
Il monumento ai caduti della Grande Guerra di Avellino è situato in largo De Luca, quinta prospettica di Via Giacomo Matteotti, in pieno centro cittadino. Inaugurato nel 1943, sostituì l'antico monumento in bronzo posto in Piazza della Libertà, al tempo Piazza della Rivoluzione, dopo che questi fu fuso per necessità belliche.

## Storia
Dopo la Grande Guerra, il giornale locale Corriere dell'Irpinia sollecitò la popolazione esprimendo la necessità di costruire un monumento per ricordare i caduti della città, oltre questo preludio all'effettiva realizzazione del primo monumento, nel 1919 uno scultore locale emigrato in America, spedì all'allora sindaco, Aster Vetroni, un bozzetto di monumento.
Nel 1923 si costituì un Comitato esecutivo per l’erezione del monumento. Il luogo predisposto per l'erezione dell'opera fu Piazza della Libertà dopo un dibattito che vedeva una parte della commissione proporre la non più esistente Piazza della Vittoria, dove oggi sorge la chiesa del Rosario (corso Vittorio Emanuele II). Il primo concorso vide partecipazione da artisti di tutta Italia e la commissione esaminatrice presieduta da Vincenzo Volpe, ma non ebbe esito positivo cosicché si rese necessario un secondo concorso alla fine dello stesso anno. L'opera vincitrice del nuovo concorso era di Giulio Passaglia, scultore fiorentino, mentre il secondo classificato fu Michele Guerrisi. Al vincitore furono corrisposte 50 000 lire.
L'opera presentata da Passaglia era di chiara ispirazione classica e rappresentava chiaramente il suo significato secondo le intenzioni dell'artista. L'opera bronzea era collocata su un basamento recante il motto "Al Sacrificio, Alla Fede, Alla Gloria". La realizzazione della base toccava, da accordi precedenti, all'amministrazione e vide il riuso di materiali del demolito teatro comunale che si ergeva sulla medesima piazza. Sulla base era affissa una lapide che recitava: "AI CONCITTADINI/ CADUTI NELLA GRANDE GUERRA/ PER/ RESTITUIRE ALLA PATRIA/ IL GIUSTO CONFINE/E/LA VOLONTÀ IMPERIALE DI ROMA/ MCMXV - MCMXVIII". Il monumento venne inaugurato nel 1930, il 23 novembre, in occasione delle grandi manovre di Avellino, anche se il monumento già nel 1926 era posizionato definitivamente in piazza. L'inaugurazione fu accompagnata da spettacolari movimenti di armate e vide come oratore il politico Amilcare Rossi, esponente di spicco del tempo.
Nel 1940 venne emesso un Regio decreto che disponeva la rimozione di ogni monumento ai caduti in bronzo da rimuoversi per essere donati al fine di soddisfare i bisogni bellici della patria scesa in guerra, dopo solo 11 anni dalla sua inaugurazione solenne, nel maggio 1941, il gruppo bronzeo fu rimosso.
Nel 1942, il comune di Avellino appaltò la costruzione di un nuovo monumento, l'attuale, nella cui base venne recuperato il poco materiale residuo del precedente monumento.
Il 10 giugno 1943 avvenne l'inaugurazione semplice e austera dati i tempi storici difficili. Tale manifestazione forse fu una delle ultime della propaganda fascista. A tal proposito l'articolo pubblicato su Irpinia Fascista del 14 giugno 1943 recita: "Giovedì 10 corrente, nella ricorrenza della giornata della Marina e dell'Intervento, ha avuto luogo nel Capoluogo la inaugurazione del nuovo Monumento ai caduti ubicato in fondo alla via Principe di Piemonte (attuale via Matteotti). […] La cerimonia inaugurale si è svolta con rito austero e semplice, ed è stata una superba affermazione di patriottismo della gente avellinese, accorsa a rendere omaggio ai gloriosi Caduti di guerra.". Durante questa manifestazione furono conferite anche diverse onorificenze militari e civili e le finestre del palazzo delle poste e telegrafi e delle abitazioni prospicienti il largo furono decorate con il tricolore. 
Dopo la caduta del regime, furono eliminati dal monumento i rimandi alla retorica fascista come il fascio littorio scolpito in posizione centrale al bassorilievo, la scritta dannunziana "RESVRGO" posta sotto il bassorilievo e due lapidi poste ai lati di cui ancora oggi si vedono i fori per i ganci. Successivamente 4 proiettili furono posti sul basamento per ricordare i terribili bombardamenti del settembre del 1943 che causarono circa 3 000 vittime tra la popolazione civile. 
Negli anni '70 venne costruita una recinzione in ferro che delimitava un'aiuola verde leggermente sopraelevata rispetto al resto della piazzetta.
Nel 2015 è stato restaurato il bassorilievo, mentre nel 2018 è stato completamente restaurato, la cancellata esterna eliminata, i proiettili rimossi perché non ancorati e la piazzetta riqualificata.

## Descrizione

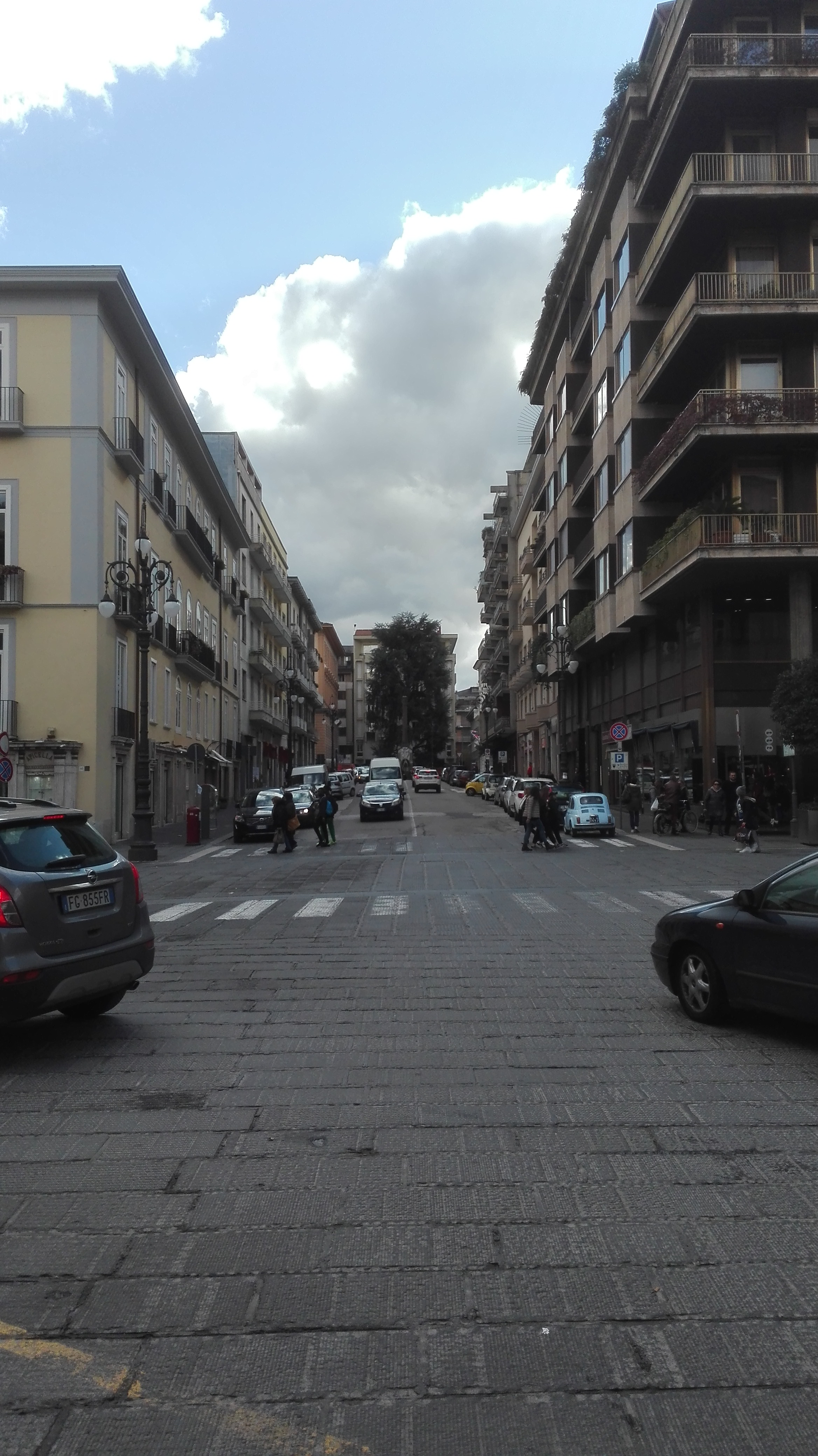
Prospettiva su Via Matteotti da Palazzo de Peruta, su via Pasquale Stanislao Mancini. Si noti la mole del cedro.

Largo De Luca attualmente presenta al centro il monumento, in asse con la larga via Matteotti in corrispondenza dell'incrocio con Corso Europa, già via Don Minzoni, che ospitava le palazzine per gli operai, di cui alcune ancora esistenti, e Via de Sanctis, tracciata durante il regime per collegare Piazza della Libertà e creare una visione prospettica dalla principale agorà cittadina sul palazzo delle poste e telegrafi. Lo slargo ospita inoltre un imponente cedro svettante dietro il monumento. La pavimentazione è a fasce degradanti bianche e nere, riferimento rispettivamente alla pietra di Bisaccia caratterizzante Piazza della Libertà e a quella in pietra lavica propria del corso pedonale cittadino.
Il monumento è su progetto dell'ingegnere architetto Francesco Guarino. Esso è preceduto da tre gradini ed è composto da un alto basamento parzialmente recuperato da quello dell'antica opera in pietra vesuviana e di Fontanarosa, con una colonna alta 6,30 metri in marmo cipollino di Gesualdo con capitello corinzio semplificato alto un metro in pietra grigia di Fontanarosa. In facciata è presente un'ara in marmo cipollino di Gesualdo sotto la quale vi era la scritta "RESVRGO" e sovrastata da un grande bassorilievo in marmo di Carrara raffigurante la Vittoria alata ad ali spiegate che abbraccia il soldato romano, a sinistra, e il fante italiano, a destra, che la baciano. Entrambi si appoggiano con una mano a un ceppo che presenta chiari segni di rimozione del vecchio fascio littorio scolpito, simbolo del fascismo. L'altra mano di entrambi i guerrieri e rivolta all'esterno e regge una corta spada in posizione verticale. Essi indossano un perizoma e l'elmo che li caratterizza.Ai lati del monumento ci sono due ghirlande scolpite nella pietra e sono visibili i segni lasciati dagli alloggiamenti di altre due lastre di ispirazione retorica fascista. Sul retro vi è l'unica lapide superstite che recita: "AI CONCITTADINI/ CADUTI NELLA GRANDE GUERRA/ PER/ RESTITUIRE ALLA PATRIA/ IL GIUSTO CONFINE//" , testo che riprende quello apposto al precedente monumento.